# Manliga vattenandar

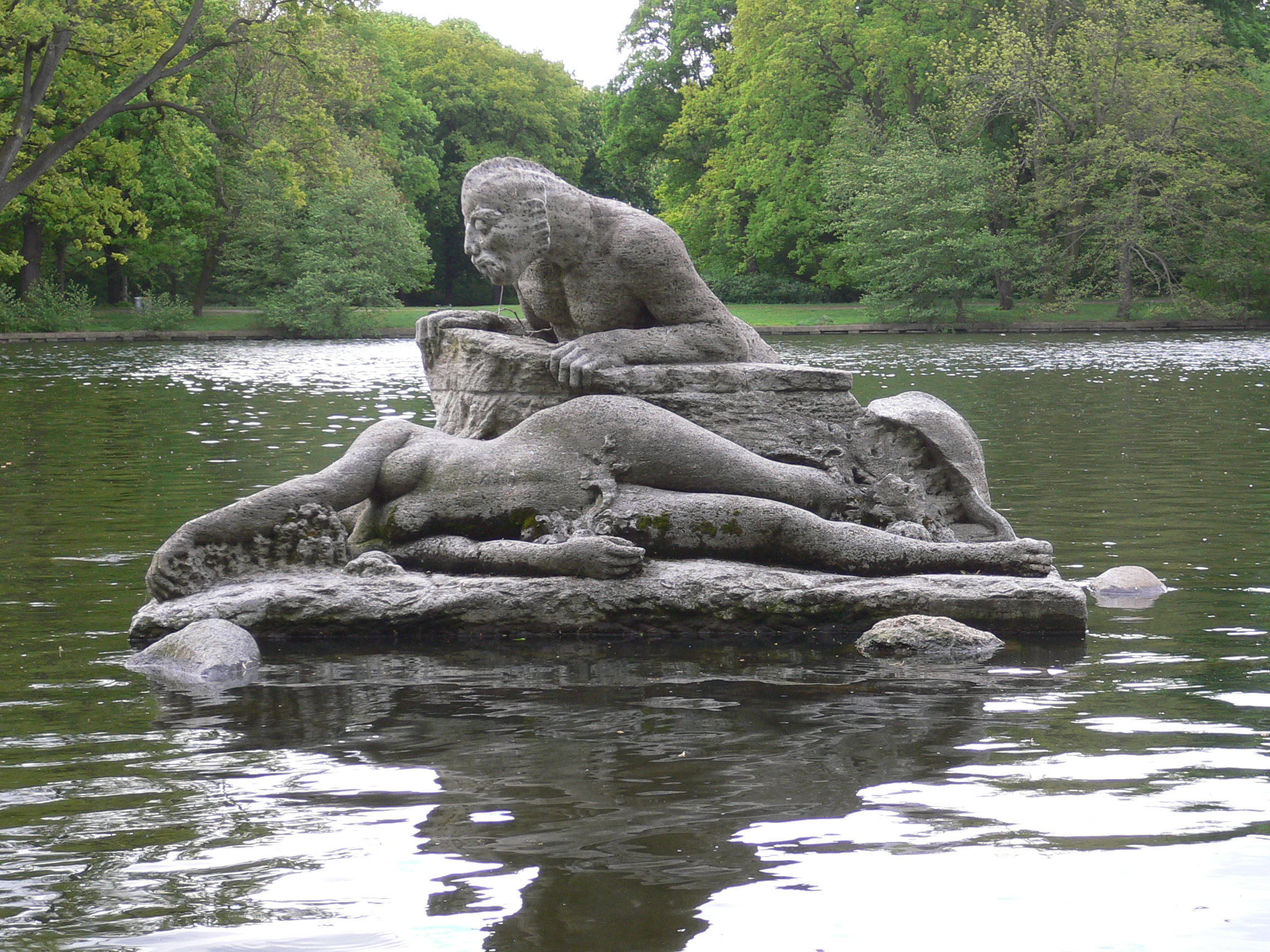
Näck ur vattnets djup

Manliga vattenandar förekommer i många sägner, myter och folksagor och är kända i hela Europa. De är ofta ganska ondskefulla, men de kan vara kluvna i sina känslor och också visa en god sida. Däremot är kvinnliga vattenandar, särskilt då nymfer, mestadels godmodiga och välvilligt inställda till människorna.

## Typer av manliga vattenandar
- Näckar (strömkarlar), övernaturliga väsen som uppehåller sig i insjöar och vattendrag.
- Havsmän, mytiska väsen som lever vid kusterna.
- Vodjanoj, kända vattenandar i den slaviska mytologin.
- Bäckahästen, en mytisk varelse i hästskepnad (jfr kelpie i skotsk folktro)

## Havsgudar och flodgudar
Havsgudarna som Poseidon (Neptunus) eller de grekiska flodgudarna som till exempel Peneios räknas inte till de manliga vattenandarna. I mytologin representerar dessa väsen den gudomliga aspekten, medan manliga vattenväsen räknas till naturandarna.